# Cunningham (Washington)
Cunningham az Amerikai Egyesült Államok északnyugati részén, Washington állam Adams megyéjében elhelyezkedő önkormányzat nélküli település.
Cunningham postahivatala 1899 és 1987 között működött.